# Mbira
Mbira (/əmˈbɪərə/) là họ bao gồm các nhạc cụ truyền thống của dân tộc Shona ở Zimbabwe. Dòng nhạc cụ này được cấu tạo từ một bảng gỗ (thường được gắn với một bộ cộng hưởng) với các phím kim loại gắn so le, chơi bằng cách dùng tay cầm và tuốt các phím kim loại với ngón cái, ngón trỏ phải (với hầu hết các loại mbira), và đôi khi ngón trỏ trái. Nghiên cứu âm nhạc học phân loại chúng như một dạng lamellaphone, một phần của họ nhạc cụ idiophone. Ở Đông và Nam Phi, có nhiều loại mbira, thường đi kèm với một loại bộ gõ là hosho. Mbira là một nhạc cụ quan trọng được chơi trong các buổi lễ mang tính tôn giáo, đám cưới và các cuộc tụ họp xã hội khác. "Nghệ thuật chế tác và chơi Mbira/Sansi, nhạc cụ truyền thống gõ bằng ngón tay ở Malawi và Zimbabwe" đã được thêm vào Danh sách Di sản Văn hóa Phi vật thể của UNESCO vào năm 2020.
Cấu trúc hiện đại của loại nhạc cụ này đã được nhà dân tộc học Hugh Tracey chế tác và xuất khẩu từ những năm 1950 trở đi qua việc phổ biến ra bên ngoài châu Phi. Thiết kế của Tracey được mô phỏng theo mbira nyunga nyunga và được đặt tên là kalimba theo tên một loại nhạc cụ cổ xưa thuộc dòng mbira.
Mbira trở nên phổ biến rộng rãi sau thành công của Thomas Mapfumo vào những năm 1980, khi ông đưa mbira lên sân khấu cùng với các nhạc cụ rock hiện đại như guitar điện, bass, trống và kèn. Sự sắp xếp của Mapfumo bao gồm nhiều bài hát được chọn trực tiếp từ các tiết mục mbira truyền thống. Những người có ảnh hưởng đáng chú ý khác trong việc phổ biến mbira ra bên ngoài châu Phi bao gồm: Dumisani Maraire, người đã đưa marimba và kalimba đến vùng Tây Bắc Thái Bình Dương, Hoa Kỳ; Ephat Mujuru, người là một trong những giáo viên tiên phong dạy mbira dzavadzimu ở Hoa Kỳ; và các bài viết và bản ghi âm của các nhạc sĩ Zimbabwe do Paul Berliner thực hiện. Claire Jones, một học trò của Dumisani Maraire trong những năm 1970, đã chơi và dạy mbira trong hơn 40 năm. Cô cũng là Điều phối viên Lễ hội của Zimfest, một Lễ hội Âm nhạc Zimbabwe được tổ chức hàng năm tại Bắc Mỹ, mang đến nhiều cơ hội để học và thưởng thức những giai điệu từ mbira.
Joseph H. Howard và Babatunde Olatunji đều cho rằng mbira (và các lamellaphone bằng kim loại khác) có nguồn gốc hoàn toàn từ châu Phi khi chúng chỉ được tìm thấy ở những khu vực có cư dân châu Phi hoặc con cháu của họ. Các loại hình nhạc cụ tương tự đã được báo cáo là đã được sử dụng ở Okpuje, khu vực Nsukka của miền đông nam Nigeria vào đầu những năm 1900.

## Lịch sử

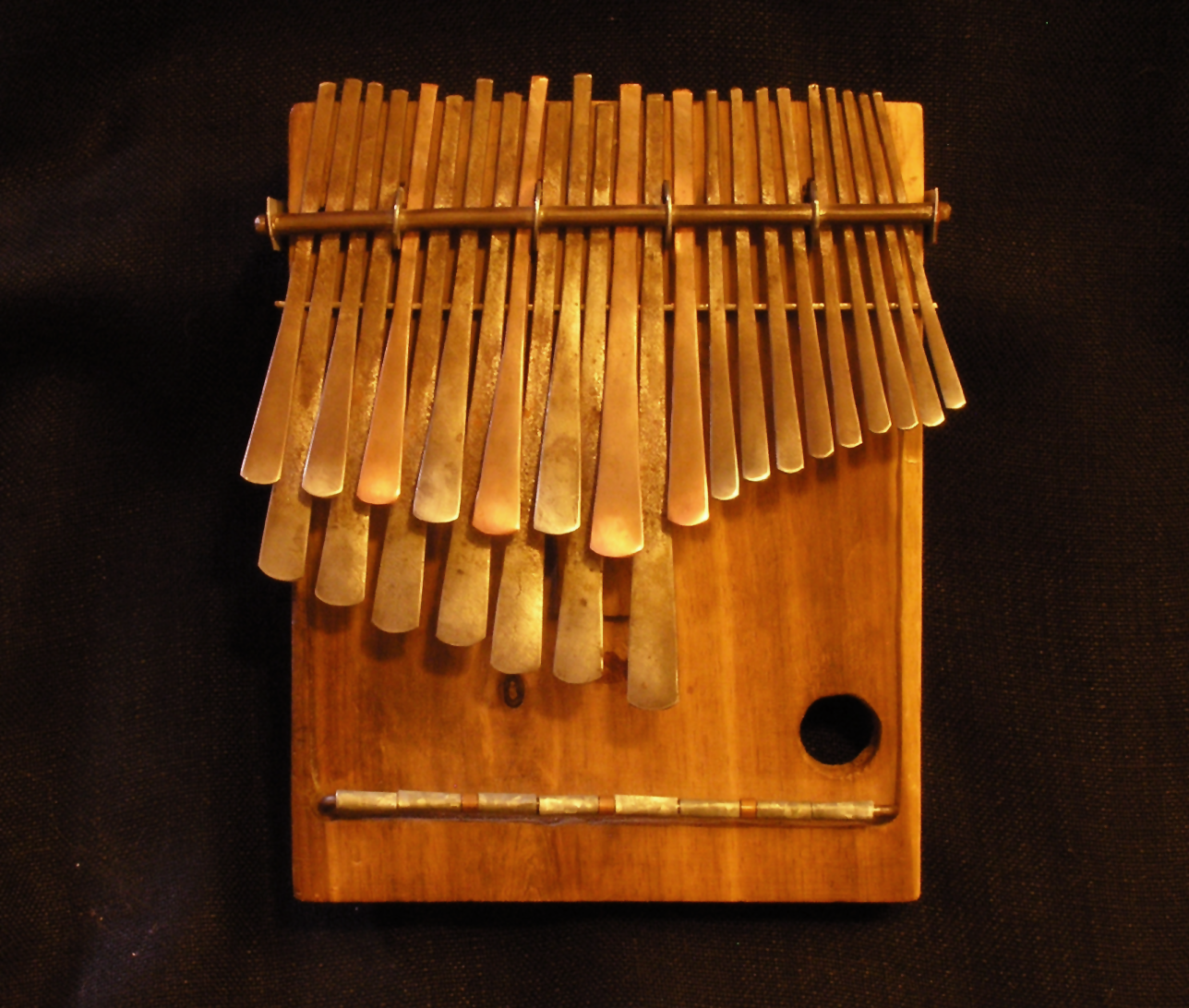
Mbira dza vadzimu của Zimbabwe

Nhiều loại idiophones và lamellaphones khác nhau đã tồn tại ở Châu Phi từ hàng nghìn năm. Ban đầu các phìm đàn được làm bằng tre nhưng qua nhiều năm các phím kim loại đã được phát triển. Những dòng nhạc cụ này dường như đã được sáng chế ra hai lần ở châu Phi: một loại có phím làm bằng gỗ hoặc tre xuất hiện ở bờ biển phía tây của châu Phi khoảng 3.000 năm trước, và những chiếc lamellophones có phím bằng kim loại xuất hiện ở thung lũng sông Zambezi khoảng 1.300 năm trước. Các loại có phím bằng kim loại đã được truyền đi khắp lục địa, trở nên phổ biến trong cộng đồng người Shona tại Zimbabwe (từ đó sinh ra từ mbira) và các nhóm bản địa khác ở Zimbabwe và Mozambique. Mbira đã được phân ra nhiều loại theo hình dạng và mục đích sử dụng khi chúng trở nên phổ biến. Các nhạc cụ có hình dạng tương tự Kalimba đã tồn tại từ khu vực Bắc Phi đến phía nam của sa mạc Kalahari, và từ bờ biển phía đông đến bờ biển phía tây, mặc dù đa số các sắc dân ở châu Phi không sử dụng mbira. Có hàng nghìn giai điệu với bố cục nốt nhạc khác nhau và thiết kế khác nhau, nhưng theo giả thuyết có một cách điều chỉnh và bố trí các nốt của các loại mang phím kim loại nguyên bản từ 1.300 năm trước, được gọi là 'lõi kalimba'.
Vào giữa những năm 1950, các nhạc cụ dòng mbira là cơ sở cho sự phát triển và phổ biến của kalimba, một phiên bản phương Tây được thiết kế và quảng bá bởi nhà dân tộc học Hugh Tracey, dẫn đến việc mở rộng phân phối dòng nhạc cụ này bên ngoài châu Phi.

## Âm học
Lamellophone là nhạc cụ có những thanh kim loại nhỏ (lamellae), được chơi bằng cách gảy. Không giống như các loại nhạc cụ hay công cụ sử dụng cột khí như sáo, các âm bồi của các phím gảy không hòa âm tạo cho mbira một dạng âm thanh đặc trưng. Các âm bồi không hòa âm mạnh nhất trong phong bao ADSR và lắng đi khá nhanh, để lại một giai điệu gần như thuần túy. Khi một phím kim loại được gảy, các âm sắc lân cận cũng tạo ra các rung động thứ cấp làm tăng độ phức tạp hài hòa của từng nốt nhạc.

## Nhịp
Âm thanh từ Mbira, giống như hầu hết các loại âm nhạc truyền thống châu Phi khu vực cận Sahara dựa trên nguyên lý nhịp điệu chéo. Một ví dụ từ phần kutsinhira (12 nhịp tiếp theo sau nhịp đầu trong âm nhạc truyền thống của người Shona) của bản "Nhema Musasa" chơi bằng mbira dzavadzimu được tạo ra bởi David Peñalosa khi ông nhận ra rằng tay trái chơi "dòng trầm" ostinato, trong khi tay phải chơi những phím trên. Giai điệu hòa âm là sự kết hợp của nhịp chéo 3: 2 (còn được gọi là hemiola).

## Cao độ

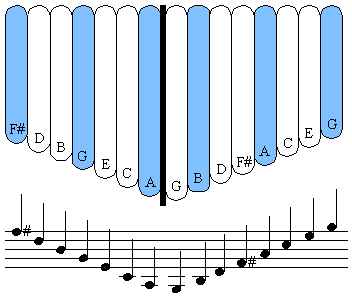
Biểu đồ điều chỉnh cho alto kalimba 15 nốt Tracey.

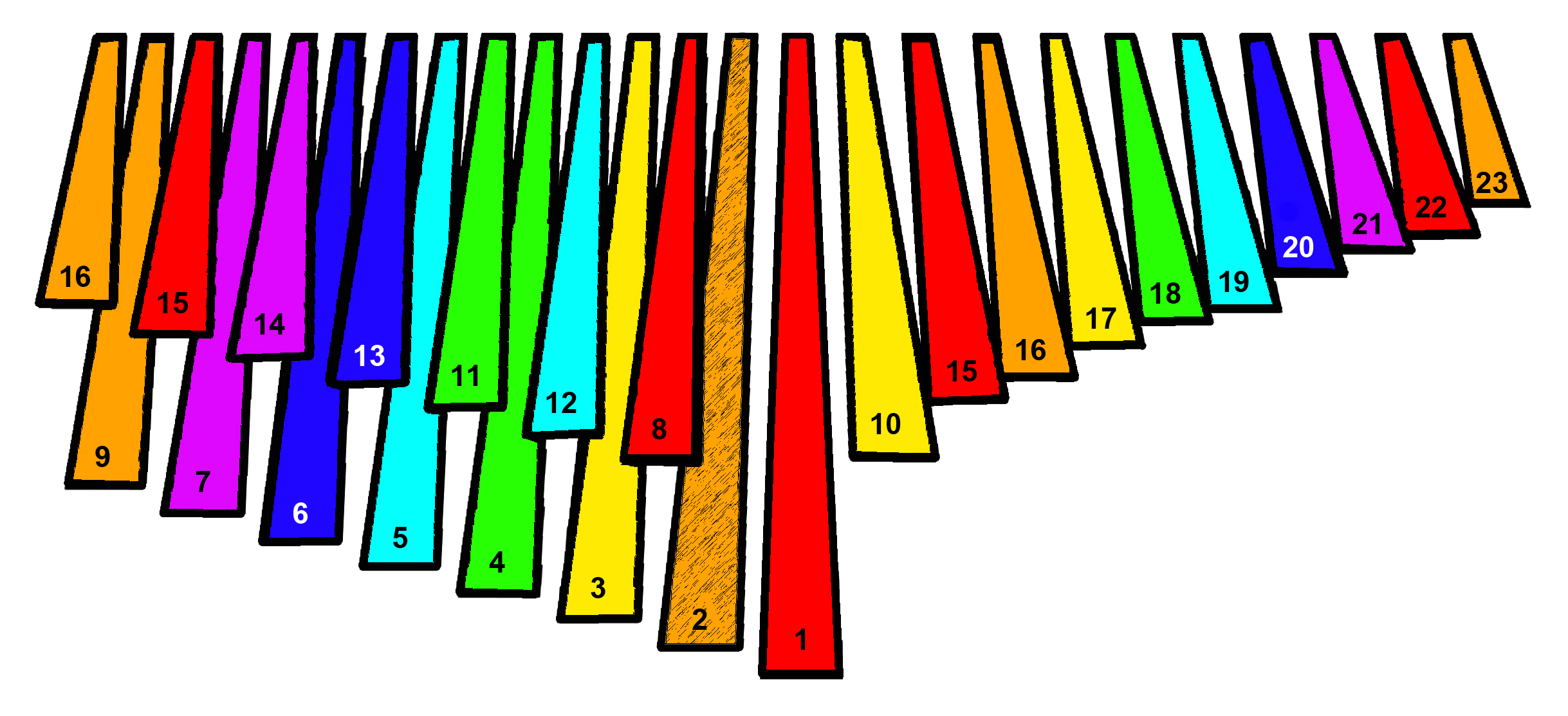
Bố cục phím của mbira dzavadzimu* Các phím cùng màu là các nốt giống nhau (thường là quãng tám)
- Phím "1" là nốt thấp nhất, tăng dần đến phím nốt cao nhất "23"
- Phím "2" thường chỉ được tìm thấy trên điều chỉnh mavembe
- Một số mbira có các phím phụ (ví dụ: phụ "17" ở bên trái hoặc các nốt cao hơn ở bên phải ngoài phím "23" là phổ biến nhất)
- Các quãng nốt có thể khác nhau, nhưng tất cả các quãng tám đều được chia thành thang âm giai điệu, nhiều quãng là âm nhị hoặc ít nhất là gần âm.
* Sơ đồ này không đại diện cho mọi mbira dzavadzimu, nhưng đại diện cho cấu trúc phổ biến nhất
- Điều quan trọng cần lưu ý là đánh số khóa và mã màu được mô tả ở đây là tùy ý và đơn giản để truyền đạt bố cục (không phải cách tiếp cận truyền thống)

Các loại mbira tại châu Phi và các loại lamellophone thường có các nốt thấp nhất ở trung tâm với các nốt cao hơn ở ngoài cùng bên trái và ngoài cùng bên phải — phù hợp với quy tắc của công thái học, ở đó ngón tay cái có thể xoay sao cho tất cả các âm sắc đều dễ dàng tiếp cận. Tuy nhiên, các giai điệu truyền thống của châu Phi sử dụng các nốt không nằm trên lưới của hệ thống âm giai tự nhiên và bố cục nốt trên mbira truyền thống thường mang phong cách riêng, đôi khi phải phối hợp các nốt gần nhau tạo nên một phần của thang âm, nhưng sau đó một nốt lẻ được thêm vào bất chấp khuôn mẫu.
Hệ thống chuỗi nốt nhạc của các mbira không sử dụng chính xác theo thang âm của phương Tây. Không có gì lạ khi một chuỗi bảy nốt trên mbira được " kéo dài " trên một dải tần lớn hơn quãng tám của phương Tây và khoảng cách giữa các nốt sẽ khác với các nốt trong thang âm của phương Tây. Chuỗi các nốt nhạc thường mang phong cách riêng với các biến thể theo thời gian và từ người chơi này sang người chơi khác. Một phím mbira tạo ra một phức hợp âm bội phong phú thay đổi từ mbira này sang mbira khác tùy thuộc vào ý định của người chế tác hoặc do lỗi thiết kế, như vậy một số nhạc cụ chỉ đơn giản là nghe hay hơn khi nhấn một số nốt của giai điệu quen thuộc. Với sự phổ biến ngày càng tăng của mbira dzavadzimu ở Bắc Mỹ, Châu Âu và Nhật Bản trong những thập kỷ gần đây, các nhà sản xuất mbira của Zimbabwe đã có xu hướng điều chỉnh nhạc cụ của họ đồng nhất hơn để xuất khẩu, nhưng vẫn tồn tại nhiều biến thể mbira ở quê hương của họ.
Hệ thống chuỗi các nốt khác nhau giữa các mbira thuộc các gia đình khác nhau đề cập đến các mối quan hệ tương đối và các cao độ không phải tuyệt đối. Hệ thống cao độ phổ biến nhất được chơi trên khắp Zimbabwe và giữa những người chơi mbira không phải người Zimbabwe trên toàn thế giới là của mbira Nyamaropa, gần giống âm giai Mixolydian của phương Tây. Tên gọi cũng có thể khác nhau giữa ở nhiều nơi khác nhau; Garikayi Tirikoti đã phát triển một "dàn nhạc mbira" có bảy chuỗi nốt khác nhau, mỗi chuỗi bắt đầu ở một khoảng khác nhau của cùng một thang âm bảy nốt, nơi có thể chơi tất cả các nhạc cụ trong một buổi biểu diễn duy nhất. Bảy chuỗi nốt nhạc mà Garikayi sử dụng là: Bangidza, Nyabango, Nhemamusasa, Chakwi, Taireva, Mahororo, và Mavembe (tất cả đều là tên của các bài hát truyền thống lưu lại cho chuỗi Mavembe và Nyabango). Gần nhất với dạng mbira "Nyamaropa" là loại "Nhemamusasa" đã được Garikayi điều chỉnh lại.

### Các hệ thống chuỗi nốt nhạc cụ thể
Các hệ thống chuỗi nốt nhạc thường gặp là:
- Nyamaropa (gần với âm giai Mixolydian) (được coi là lâu đời nhất và tiêu biểu nhất trong văn hóa Shona) Nó nhấn mạnh sự kết hợp với nhau thông qua âm nhạc, tạo ra các nhịp điệu thông qua việc có hai người chơi Mbira cùng một lúc, có phong cách hát đi kèm với Mbira như Huro (Các nốt cảm xúc cao nhất trong quãng của người hát) & Mahon'era (giọng thở nhẹ nhàng ở cuối quãng của người hát) hoặc cả hai yếu tố. Chỉ dùng một Mbira duy nhất là không đủ cho một buổi biểu diễn.[25] Kalimba Nyamaropa (C Mixolydian mode).oggⓘ
- Dambatsoko (gần với Âm giai trưởng), do dòng họ Mujuru chế tác. Tên gọi này nhắc đến khu vực chôn cất tổ tiên của họ.
- Dongonda là một chuỗi Nyamaropa được điều chỉnh với nốt bên phải có cùng quãng tám với bên trái (thấp hơn bình thường một quãng tám).
- Katsanzaira (gần với Âm giai Dorian), có âm vực cao nhất trong các điệu mbira truyền thống. Cái tên có nghĩa là "cơn mưa nhẹ nhàng trước khi cơn bão ập đến". Kalimba Katsanzaira.oggⓘ
- Mavembe (Gandanga) (gần với Âm giai Phrygian), Sekuru Gora tuyên bố đã sáng tạo ra âm điệu này tại một buổi tang lễ. Những người đưa tang đã hát vang một bài ca quen thuộc nhưng với giai điệu khác thường buộc anh ta phải đi ra bên ngoài túp lều và điều chỉnh mbira của mình cho phù hợp với giọng hát của mọi người. Những người chơi mbira khác đã tranh cãi về người thực sự đã phát minh ra chuỗi nốt này. Kalimba Mavembe (C Phrygian Mode).oggⓘ
- Nemakonde (gần với Âm giai Phrygian), có mối lên hệ âm nhạc với chuỗi mavembe, nhưng nemakonde là một phiên bản có âm vực rất thấp. Kalimba Nemakonde (C Phrygian Mode Low Octave).oggⓘ
- Saungweme (làm phẳng toàn bộ giai điệu, tiến tới tính khí điều hòa bảy âm điệu). Kalimba Saungweme.oggⓘ

## Các biến thể

### Mbira dzavadzimu

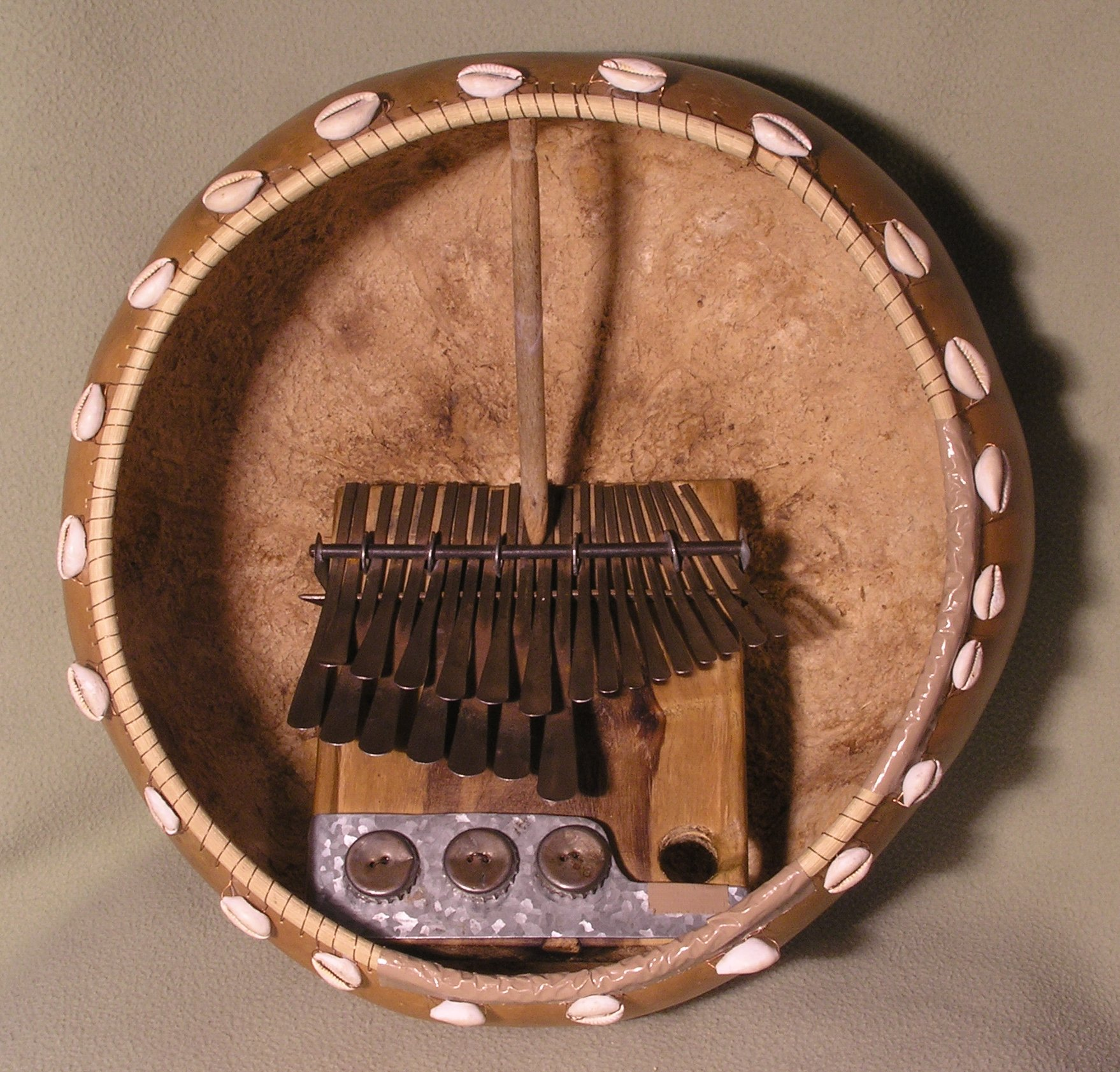
Mbira dzavadzimu trong một chiếc deze.

Trong âm nhạc Shona, mbira dzavadzimu ("giọng nói của tổ tiên", hoặc "mbira của linh hồn tổ tiên ", nhạc cụ dân tộc của Zimbabwe ) là một loại nhạc cụ đã được người Shona ở Zimbabwe chơi từ hàng nghìn năm.. Mbira dzavadzimu thường được chơi tại các nghi lễ tôn giáo và các cuộc tụ họp xã hội được gọi là mapira (hát. " Bira "). Mbira dzavadzimu có thể được sử dụng để chơi hơn một trăm bài hát tiêu biểu là Kariga mombe.
Một mbira dzavadzimu điển hình bao gồm từ 22 đến 28 phím được làm từ kim loại rèn nóng hoặc rèn nguội được gắn vào thùng đàn (gwariva) bằng gỗ cứng trong ba thanh ghi khác nhau — hai thanh bên trái, một thanh bên phải.
Trong khi chơi, ngón tay út của bàn tay phải đặt qua một lỗ ở góc dưới cùng bên phải của bảng hướng âm, với ngón tay út đặt phía trước bảng hướng âm, ngón áp út và ngón giữa vươn ra phía sau để giữ lấy dụng cụ. Thao tác này để ngón cái và ngón trỏ của bàn tay phải mở ra để vuốt các phím trong thanh ghi bên phải từ phía trên (ngón cái) và phía dưới (ngón trỏ). Các ngón tay của bàn tay trái giữ phần phía bên trái của dụng cụ, với hầu hết các ngón tay hơi vươn ra sau nhạc cụ. Cả hai thanh ghi ở phía bên trái của nhạc cụ được chơi bằng ngón cái tay trái. Một số mbira có một phím phụ ở thanh ghi phía trên bên trái được đánh từ bên dưới bằng ngón trỏ trái.
Nắp chai, vỏ sâu bọ hoặc các vật thể khác (" machachara " ) thường được dán vào thùng đàn để tạo ra âm thanh vo ve khi chơi. Về truyền thống, âm thanh này được coi là cực kỳ quan trọng, vì nó được cho là thu hút linh hồn tổ tiên.
Trong các buổi biểu diễn trước công chúng, một mbira dzavadzimu thường được đặt trong một deze (bộ cộng hưởng calabash) để khuếch đại âm thanh của nó.
Mbira dza vadzimu rất quan trọng trong tôn giáo và văn hóa Shona, được xem là một dụng cụ linh thiêng bởi của người Shona. Chúng thường được chơi để tạo điều kiện giao tiếp với linh hồn tổ tiên, đưa linh hồn người chết trở về ngôi nhà của họ. Trong truyền thống Shona, mbira có thể được chơi với những người biểu diễn ghép đôi, trong đó kushaura, người gọi, dẫn đầu phần biểu diễn với tư cách là kutsinhira, người trả lời lần lượt đối đáp. Nghi lễ này được gọi là Bira. Trong những buổi lễ kéo dài suốt đêm, người ta kêu gọi các linh hồn trả lời các câu hỏi. Các biến thể của các nốt trong một Mbira hỗ trợ người tham gia vào trạng thái thôi miên, trong văn hóa Shona giúp hỗ trợ các linh hồn chiếm lấy cơ thể của người tham gia nghi lễ.
Albert Chimedza, giám đốc Trung tâm Mbira ở Harare, đã ước tính rằng "có nhiều nhất mười nghìn người trên thế giới chơi mbira." 

### Mbira Nyunga Nyunga
Nyunga nyunga thường có 15 phím, có nguồn gốc từ Manicaland, nơi chúng đóng vai trò giải trí truyền thống trong các dịp hội họp xã hội. Jeke (Jack) Tapera đã mang mbira nyunga nyunga từ tỉnh Tete của Mozambique đến trường Cao đẳng âm nhạc châu Phi Kwanongoma (nay là Đại học Âm nhạc Liên hiệp) ở Bulawayo vào những năm 1960. Hai khóa sau đó được thêm vào 15 phím (Chirimumimba, 2007), để phân thành hai hàng. Mbira nyunga nyunga có cấu tạo tương tự như mbira dzavadzimu, nhưng không được khoét lỗ trên thùng đàn. Cao độ chính phát ra từ trung tâm, thay vì từ trái sang phải.
Nghệ sĩ người Zimbabwe Dumisani Maraire đã tạo ra mbira nyunga nyunga được đánh các ký hiệu. Các phím hàng trên (từ trái sang) là phím 2, 4, 6, 8, 10, 12 và 14 trong khi các phím hàng dưới được đánh số 1, 3, 5, 7, 9, 11, 13 và 15. Maraire đã góp phần phổ biến loại nhạc cụ này tại Hoa Kỳ khi ông đến Đại học Washington với tư cách là một nghệ sĩ thỉnh giảng từ năm 1968–1972.
Gần đây, một giảng viên của trường Đại học Midlands State (Gweru, Zimbabwe) trong khoa âm nhạc và âm nhạc học đã đề xuất một hệ thống ký hiệu các chữ cái; các phím trên dưới dạng (từ phím trên bên trái đầu tiên) E, D, C, F, C, D và E và các phím dưới (từ phím dưới đầu tiên) là A, G, F, A, F, C, D và E. Nhưng hệ thống ký hiệu số Maraire vẫn là hệ thống hiện nay được quốc tế chấp nhận (Chirimumimba, 2007).

### Njari mbira
Njani mbira có từ 30 đến 32 phím và cũng có nguồn gốc từ Zimbabwe, cụ thể là ở vùng là Masvingo và Makonde.

### Nhare
Nhare có từ 23 đến 24 phím và có nguồn gốc từ Zimbabwe. Theo truyền thống Zimbabwe, nhare được sử dụng cho các nghi lễ giao tiếp với thần Musikavanhu hoặc Nyadenga.

### Mbira matepe
Mbira matepe có 26 phím có nguồn gốc từ khu vực dọc theo biên giới Zimbabwe và Mozambique.

### Bên ngoài Châu Phi
Kalimba của Hugh Tracey được điều chỉnh theo âm giai 7 nốt trong phím G. Sự sắp xếp của các nốt trên kalimba của Hugh Tracey vay mượn từ sơ đồ điển hình với các nốt thấp nhất ở trung tâm và các nốt trên ở bên trái và bên phải, với các nốt ở quy mô tăng dần xen kẽ phải-trái về phía hai bên.
Cách điều chỉnh kalimba theo âm giai 7 nốt của phương Tây mà Tracey sử dụng rất thiết thực cho một nhạc cụ được phổ biến trên toàn thế giới — với hàng trăm âm giai khác nhau tại Châu Phi, tiêu chuẩn phương Tây được chọn sẽ tối đa hóa số lượng người có thể kết nối ngay với kalimba. Tính thực tế của hệ thống nốt này, với các nốt tăng dần theo thang bậc phải-trái-phải-trái, đó là hợp âm 1-3-5 hoặc 1-3-5-7 của được thực hiện bằng cách chơi các âm liền kề. Nếu các hợp âm được chơi ở mức dưới quãng tám, các nốt tương tự sẽ xuất hiện ở phía đối diện của kalimba ở quãng tám trên, điều này rất dễ dàng để chơi đồng thời một giai điệu ở quãng tám trên và hòa âm đi kèm ở quãng tám dưới. Vì vậy, việc sắp xếp các nốt trên kalimba của Hugh Tracey (và hầu như trên bất kỳ loại kalimba nào theo hình mẫu này) làm cho một số hoạt động âm nhạc phức tạp trở nên rất đơn giản.

Một số hệ thống cao độ thay thế có thể được sử dụng, vì âm sắc của hầu hết kalimba đề có thể được dễ dàng bấm để làm sắc nét hoặc làm phẳng cao độ của chúng. Một số âm giai khác chỉ thay đổi số phím của kalimba mà không thay đổi sơ đồ bố cục nốt. Đô trưởng là một loại âm giai phổ biến, được rao bán bởi nhiều nhà sản xuất. Các cách điều chỉnh thay thế khác chuyển kalimba sang các thang âm không theo phương thức (chẳng hạn như thang âm Trung Đông). Mỗi nốt của kalimba có thể được điều chỉnh độc lập (không giống như guitar), vì vậy bất kỳ thang âm nào, dù là phương Tây hay không thuộc phương Tây, đều có thể điều chỉnh được và các thang âm truyền thống của Châu Phi vẫn có thể sử dụng được đối với loại nhạc cụ Châu Phi hiện đại này. Nhà soạn nhạc Georg Hajdu đã điều chỉnh Hugh Tracey alto kalimba theo các bước sắc độ của thang âm Bohlen – Pierce trong một tác phẩm có tên Just Her - Jester - Gesture. Thang đo Bohlen – Pierce chia nhỏ 12 thành 13 bậc cao độ.

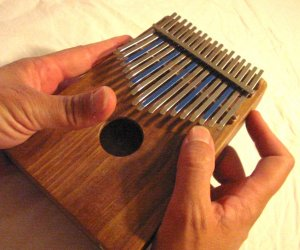
kalimba âm cao của Hugh Tracey
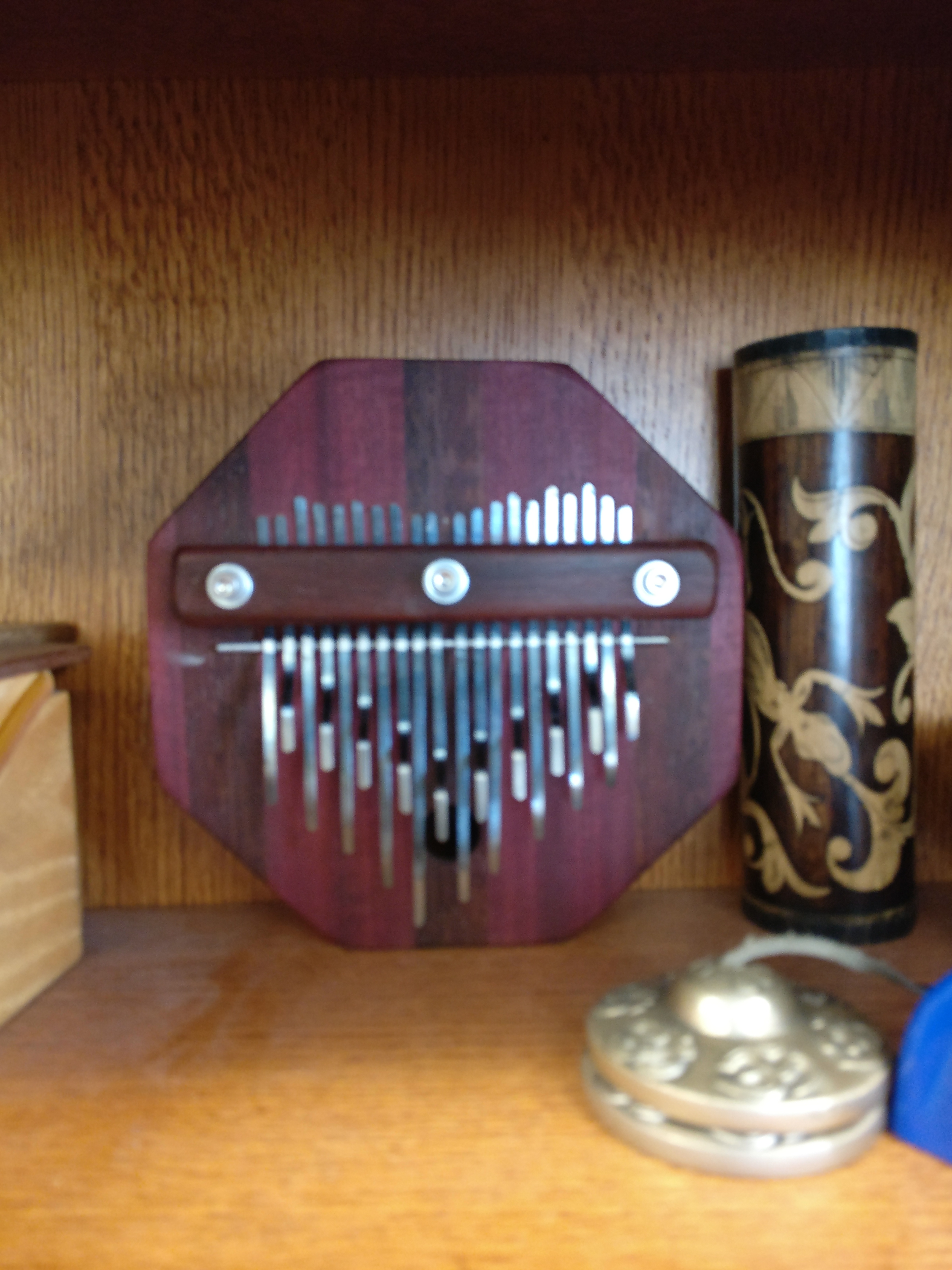
Một mbira hình bát giác của nghề thủ công cao kéo dài hai quãng tám.

### Các loại nhạc cụ tương đồng

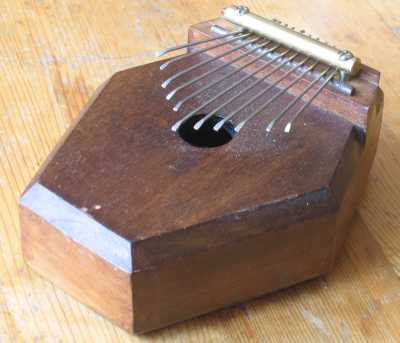
Sanza

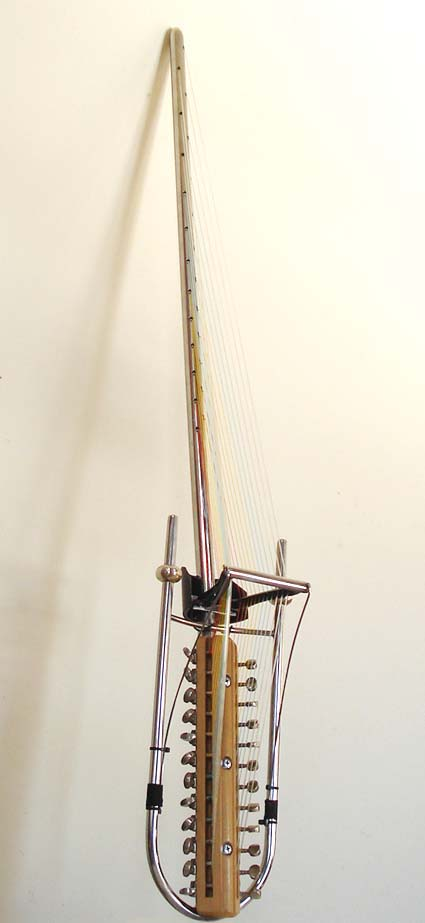
Dòng Signature Gravikord

Các loại nhạc cụ có đặc điểm tương đồng hoặc lấy cảm hứng từ mbira bao gồm:
- Array mbira, một dụng cụ hiện đại bao gồm 150 phím được định hình theo một thứ tự đặc biệt dựa trên vòng tròn của bậc năm (xem bàn phím Isomorphic).
- Gravikord, một cây đàn hạc đôi được điện hóa là một loại đàn kora và kalimba ghép hiện đại, lấy cảm hứng từ các nhịp điệu chéo của mbira. Gravikord được phát minh vào năm 1986 bởi Bob Grawi, một nhạc sĩ và nghệ sĩ người Mỹ. Nó cũng được điều chỉnh theo âm giai Son trưởng / Mi thứ trong một phiên bản mở rộng của Hugh Tracey bố trí Kalimba với các cao độ cách nhau nữa quãng tám. Âm nhạc và kỹ thuật chơi học trên loại kalimba này có thể dễ dàng chuyển và chơi trên Gravikord.
- Guitaret, một loại lamellophone điện do Hohner chế tạo và Ernst Zacharias thiết kế vào năm 1963.
- Ikembe, một nhạc cụ phổ biến của người Hutu ở Rwanda, Burundi và miền đông CHDC Congo.
- Kalimba hiện đại, nhạc cụ lấy cảm hứng từ mbira của Hugh Tracey. Được đặt tên theo kalimba gốc (tổ tiên của mbira).
- Kisanji giữa những người nói tiếng Ngala ở miền tây CHDC Congo và miền đông Cộng hòa Congo.
- Thoom Otieno (cũng là tom, thom hoặc toom), phổ biến ở Vùng Gambela, miền Tây Ethiopia trên biên giới Nam Sudan.

## Trong văn hóa đại chúng
Vào ngày 21 tháng 5 năm 2020, trong khuôn khổ Tuần lễ Văn hóa Zimbabwe, Google đã vinh danh mbira bằng một hình doodle bao gồm một nút cho phép người dùng nghe và chơi nhạc cụ ảo. Hình tượng trưng cũng kể về câu chuyện hoạt hình của một cô gái trẻ học chơi mbira và truyền cảm hứng cho thế hệ người chơi mbira mới sau khi trở thành một nghệ sĩ thành danh khi trưởng thành.
Mặc dù lấy bối cảnh ở Botswana, bộ phim Đến thượng đế cũng phải cười năm 1980 có một nhân vật chơi mbira.